# Золотодолинская улица
Золотодолинская улица — улица в Новосибирске, от Морского проспекта до посёлка Кирово, одна из главных улиц Новосибирского Академгородка. Проходит по Золотой долине.

## История
Проложена при создании Новосибирского Академгородка в 1957 году. 
Строительство на этой улице велось с 1957 года, здесь расположены двухэтажные коттеджи академиков, выстроенные среди естественного леса. Первыми стали шесть щитовых домиков, в которых жили руководители строительства Новосибирского Академгородка, в частности, академик М. А. Лаврентьев, Г. С. Мигиренко с семьёй, группа молодых научных сотрудников Института гидродинамики, кое-кто из математиков. В 1959 году здесь поселились П. Я. Кочина, Н. А. Притвиц, О. Ф. Васильев.
Название улицы связано с наименованием местности. Прежнее её название — Волчий лог — Лаврентьев счёл непривлекательным и предложил его заменить. Название «Золотая долина» подсказали сотрудники Академгородка, среди них Владимир Титов, тогда аспирант, позднее — академик, директор Института гидродинамики СО РАН.
Гостивший в Академгородке на Золодолинской улице Андрей Вознесенский описал свои чувства в стихотворении:

Есть и удача в неудаче:

Назло врагу и трепачу

Живу у Кочиной, не плачу

И за квартиру не плачу.
— 

## Достопримечательности

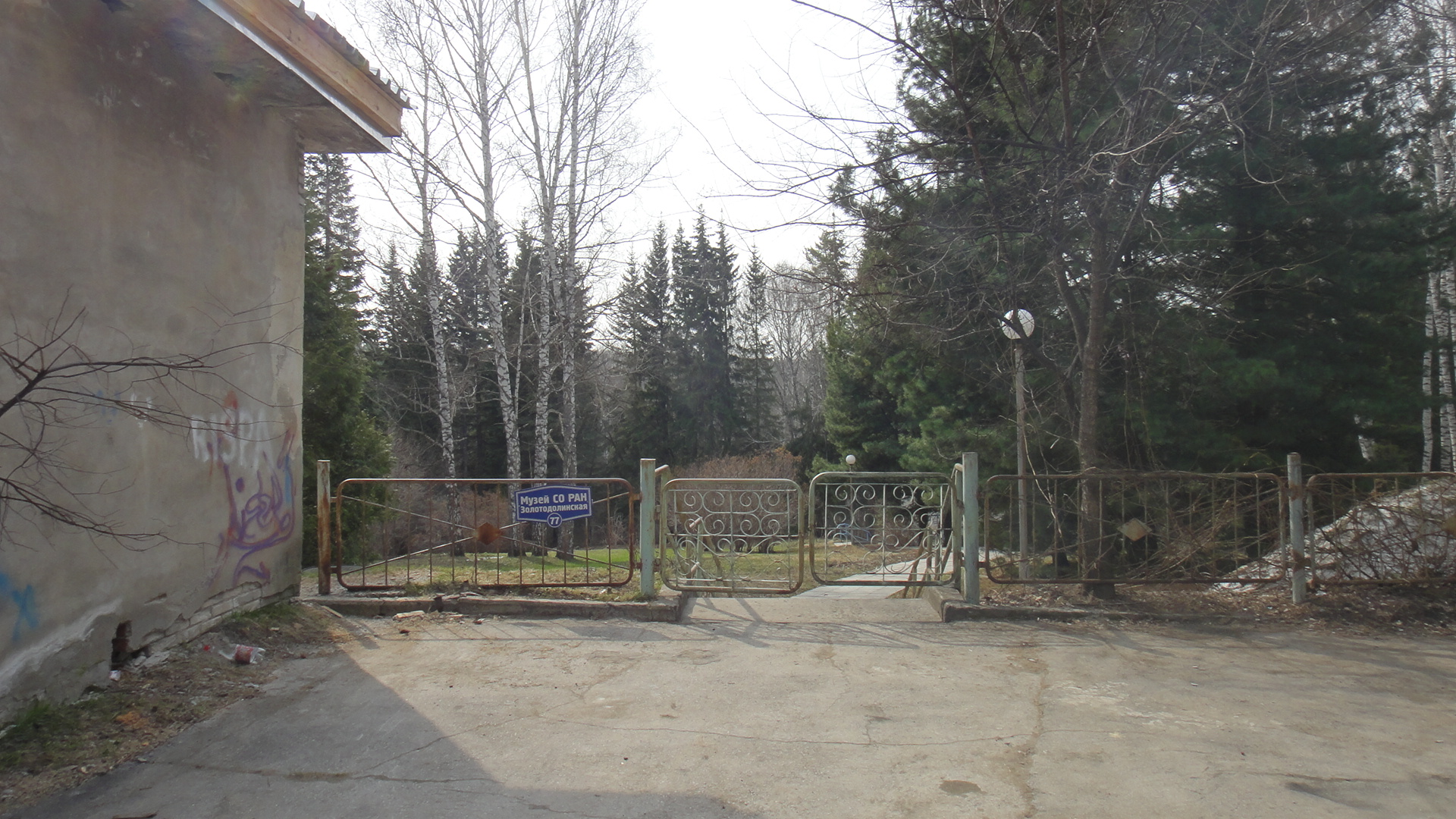
Музей СО РАН,
вход с Золотодолинской улицы

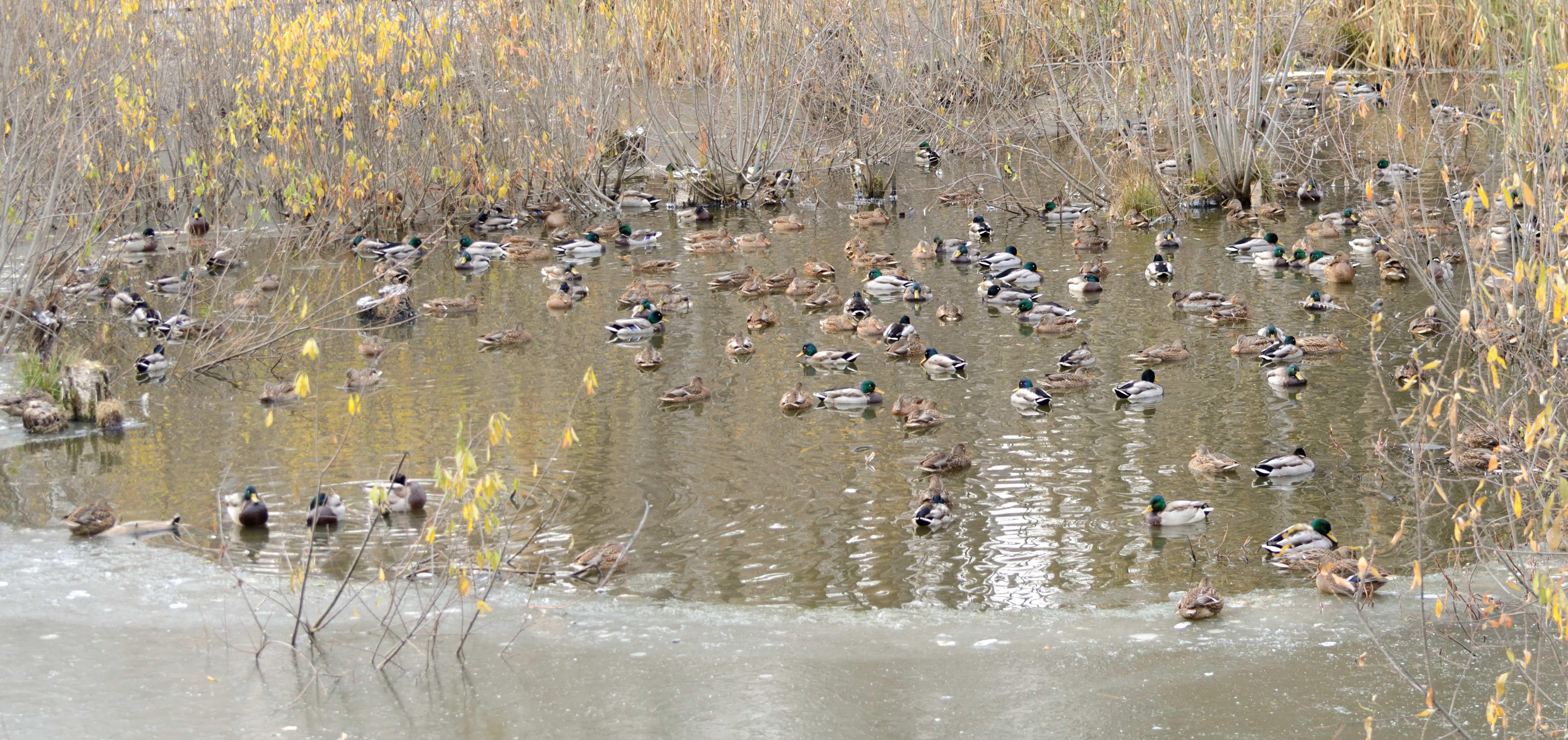
Скопление уток на пруду на углу с ул. Мальцева

- д. 4 — Музей истории и культуры народов Сибири и Дальнего Востока ИАЭТ СО РАН[7]
- д. 11 — Выставочный Центр СО РАН, фехтовальный клуб «Виктория»[8]
- д. 77 — Музей истории Сибирского отделения РАН[9] (бывший коттедж академика М. А. Лаврентьева)
- д. 101 — Центральный сибирский ботанический сад
- «Утиное озеро» — водоём на углу улиц Золотодолинской и Мальцева. Этот застойный водоём с питанием талой и дождевой водой является местом размножения и кормёжки крякв и чирков-свистунков, которые наблюдаются там приблизительно с 2008 года. Летом и осенью 2014 года водоём был благоустроен: он был оборудован дорожками, смотровой площадкой, местами для сидения, были посажены саженцы деревьев и установлен информационный щит[10]. После благоустройства водоём стал популярным местом для посетителей, которые активно кормят птиц, из-за чего скопления уток возросли. Так, 5 октября 2014 года, во время Международных дней наблюдений птиц, на водоёме было зафиксировано около 130 крякв[11].

## Известные жители
чл.-корр. АН СССР / академик Груз. ССР А. В. Бицадзе
В. Н. Врагов (д. 32)
академик А. П. Деревянко (д. 69)
М. С. Иванов (д. 31/1)
академик П. Я. Кочина (д. 83)
академик М. М. Лаврентьев (д. 75)
академик М. А. Лаврентьев (д. 75)
академик Марчук Г. И. (д. 41)
академик И. В. Молодин (д. 28)
академик В. Н. Монахов (д. 40)
академик Л. В. Овсянников (д. 83)
академик А. К. Ребров (д. 31)
академик А. Н. Скринский (д. 81)
академик В. М. Фомин (д. 10)
академик Н. Н. Яненко (д. 10)

## Легенды улицы
По воспоминаниям старожила Академгородка В. В. Серебрякова, М. А. Лаврентьев строго поддерживал порядок — требовал, чтобы все сотрудники вовремя ложились спать и наутро со свежей головой плодотворно трудились на благо науки. Ближе к полуночи он совершал обход окрестностей и, если видел освещённое окно, стучал в него палкой и приказывал немедленно ложиться спать.
По воскресеньям Лаврентьевы-старшие собирали у себя на обед всех живущих по улице холостых сотрудников. Хозяйка дома, Вера Евгеньевна, готовила всё — и горячие блюда, и закуски, сама, сама убирала со стола и не давала нам помочь ей, говоря: «Вы — мои гости!».